# Sakamenichthys
Sakamenichthys è un genere estinto di pesci ossei attinotterigi vissuto nel Triassico inferiore, i cui resti fossili sono stati scoperti in Madagascar. Il genere comprende un’unica specie conosciuta, Sakamenichthys germaini.

## Descrizione
Le conoscenze anatomiche su Sakamenichthys sono molto limitate, poiché il materiale fossile noto è parziale e poco dettagliato. Tra le poche caratteristiche identificabili vi è la serie opercolare, composta da un operculum, un suboperculum e un singolo elemento branchiostegale. Tali elementi suggeriscono una possibile affinità con i Redfieldiiformes, ma questa classificazione è incerta a causa dell'assenza di ulteriori caratteri comparabili.

## Classificazione
Sakamenichthys è stato descritto nel 1959 da Jean Lehman e colleghi sulla base di fossili provenienti dal provengono dal Gruppo di Sakamena, una formazione geologica del Triassico inferiore del Madagascar. Il livello fossilifero specifico è il "Sakamena medio", corrispondente alla parte iniziale del Triassico inferiore. Sakamenichthys è stato attribuito con cautela all'ordine dei Redfieldiiformes, un gruppo di pesci ossei arcaici del Triassico, diffuso soprattutto in Nord America, Africa e Australia. Tuttavia, data la scarsità di elementi diagnostici, la sua posizione tassonomica precisa rimane incerta (incertae sedis).